# Hybrizon
Hybrizon is een geslacht van insecten uit de orde vliesvleugeligen (Hymenoptera) en de familie Ichneumonidae.

## Soorten
- H. buccatus (Brebisson, 1825)
- H. flavocinctus (Ashmead, 1894)
- H. flavofacialis Tobias, 1988
- H. ghilarovi Tobias, 1988
- H. juncoi (Ceballos, 1957)
- H. pilialatus Tobias, 1988
- H. rileyi (Ashmead, 1889)